# Хлеб и розы (фильм, 2000)
«Хлеб и розы» (англ. Bread and Roses) — кинофильм британского режиссёра Кена Лоуча, снятый в 2000 году.

## Сюжет
Молодая мексиканка Майя (Пилар Падилья) нелегально пересекла границу Мексики и США, чтобы воссоединиться со своей сестрой Розой (Эльпидия Каррильо), живущей в Лос-Анджелесе. Поработав некоторое время официанткой в баре, она с помощью сестры устроилась на работу уборщицей в большом офисном здании. Вскоре Майя знакомится с профсоюзным активистом Сэмом (Эдриен Броуди), призывающим взглянуть правде в глаза и убедиться, что компания грабит их, выплачивая им нищенские зарплаты…

## В ролях
| Актёр             | Роль       |
| ----------------- | ---------- |
| Пилар Падилья     | Майя       |
| Эдриен Броуди     | Сэм Шапиро |
| Эльпидия Каррильо | Роза       |
| Джек МакГи        | Берт       |
| Моника Ривас      | Симона     |
| Фрэнки Девила     | Луис       |
| Мария Ореллана    | Берта      |
| Джиджи Джекман    | Долорес    |
| Елена Антоненко   | Марина     |
| Джордж Лопес      | Перес      |

## Награды и номинации

### Номинации
- 2000 — Каннский кинофестиваль
  - «Золотая пальмовая ветвь» — Кен Лоуч